# Urbinska Venera
Urbinska Venera (italijansko Venere di Urbino, znana tudi kot Naslanjajoča Venera) je oljna slika italijanskega slikarja Tiziana, za katero se zdi, da je bila začeta leta 1532 ali 1534 in je bila morda dokončana leta 1534, vendar ni bila prodana do leta 1538. Upodablja golo mlado žensko, ki jo tradicionalno poistovetijo z boginjo Venero, počiva na kavču ali postelji v razkošnem okolju renesančne palače. Zdaj je v galeriji Uffizi v Firencah.
Postava figure temelji na Dresdenski Veneri, ki jo tradicionalno pripisujejo Giorgioneju, vendar jo je Tizian vsaj dopolnil. V tej upodobitvi je Tizian Venero preselil v zaprto okolje, jo povezal z gledalcem in s tem izrazil njeno čutnost. Brez vseh klasičnih ali alegoričnih pasti, Venera ne prikazuje nobenih atributov boginje, ki naj bi jo predstavljala - slika je čutna in neopravičujoče erotična.
Interpretacije slike spadajo v dve skupini. Obe se strinjata, da ima slika močan erotični naboj; ona je videti kot portret kurtizane, morda Zaffette ali kot slika, ki slavi poroko svojega prvega lastnika (ki po mnenju nekaterih tega dela morda ni naročil). To nesoglasje je del širše razprave o pomenu večinoma beneške tradicije naslajajoče se ženske, ki jo je Tizian ustvaril ali pomagal pri ustvarjanju približno 25 let pred Dresdensko Venero okoli leta 1510-11. Za Charlesa Hopeja: »Še ni treba pokazati, da je najslavnejši primer tega žanra, Tizianova Urbinska Venera, kaj drugega kot predstavitev čudovite gole ženske na postelji, brez klasične ali celo alegorične vsebine.«  Celo neuničljivi najditelj alegorij, ki je upodobil renesančni neoplatonizem, Edgar Wind, je moral priznati, da je v tem primeru »neprikrit hedonizem končno razblinil platonske metafore«.

## Opis
Mlada gola ženska brez sramu strmi naravnost v gledalca. Očitno jo njena golota ne moti. Na sebi ima samo uhane, zapestnico in prstan, v desni roki drži cvetove vrtnic, z drugo roko pa zakriva genitalije. V bližnjem ozadju je pes, ki je pogosto simbol zvestobe. V drugem prostoru v ozadju sta prikazani dve služkinji, ki brskata po poročni skrinji (cassone) iz lesa, v kateri so bila oblačila.
Podroben prikaz notranje opreme je za Tiziana nenavaden, morda edinstven. Tizian je delal po pogodbi za 21-letnega Ippolita de' Medici, ki ga je njegov stric papež Klemena VII oklevaje imenoval za kardinala (ne pa tudi duhovnika). Poskušal se je v vojaški karieri in bil papeški diplomat. 20. oktobra 1532 je v Benetkah preživel noč z Angelo del Moro ali Angelo Zaffetta, vodilno kurtizano v Benetkah in včasih Tizianovo in Aretina, zadnjega prijatelja kardinala, spremljevalko pri večerji. Tizian je naslikal Ippolitov portret in zdi se verjetno, da ga je prosil naj doda še goli portret Angele Zaffette ali da se je Tizian odločil naslikati slednjega v upanju, da mu bo všeč .
Tizian je 20. decembra 1534 pisal Ippolitovemu komorniku v Rim, da je delal na sliki ženske za kardinala. Ippolito je umrl avgusta 1535 in očitno nikoli ni videl slike, ki je bila še v Tizianovem ateljeju, ko je januarja 1538 prišel Guido Baldo II. della Rovere, 24-letni sin urbinskega vojvodine, da bi ga portretiral. Kot kažejo pisma njega in njegove matere, si je zelo želel, da bi sliko kupil in to storil nekaj mesecev pozneje; navaja jo preprosto kot 'golo žensko', zaskrbljen pa je bil, da bi jo Tizian prodal komu drugemu . Kasneje istega leta je po smrti očeta podedoval vojvodino Urbino, zato je slika dobila ime, po katerem je običajno znana, čeprav se zdi, da je bila večino časa shranjena v Pesaru.
Sliko je morda naročil Guido Baldo, najbrž za praznovanje njegove poroke leta 1534 z 10-letno Giulijo Varano, zaradi česar je postal vojvoda Camerina ali njegovo konzumacijo, ki je bila verjetno nekaj let pozneje. Nekateri kritiki so videli namige na poroko v podrobnostih, kot so služkinje pri skrinji, kjer so bila shranjena oblačila, ki jih je nevesti navadno podarila družina moža. Rona Goffen roko vidi Venerino roko 'božati' po genitalijah kot tako referenco, saj je takrat veljalo, da je za začetek potreben ženski orgazem, zato je žensko samozadovoljevanje dovoljeno le v primerih, ko moški že ejakuliral in se  umaknil. Rojevanje dedičev je vzbujala veliko skrb pri elitnih porokah. Tudi mali pes na postelji se vdelan v prizor; enak pes je prikazan na Tizianovem portretu vojvodove matere Eleonore Gonzaga, razlogi pa so, da pes hišo identificira kot dom della Rovere in da je tiho kaže na to, da je gledalec mož ženske.

## Poznejša zgodovina
Leta 1624, ko se je papeštvo preselilo, da bi vojvodstvo v celoti pripojilo k papeškim državam, se je dvor della Rovere preselil v Pesaro, kjer je slika visela v vili Imperiale. Družinski zbirki Medičejcev se je pridružila leta 1633, ko se je zadnja della Rovere, Vittoria della Rovere, poročila s Ferdinandom II. de' Medici, velikim vojvodom Toskane. Leta 1736 so jo preselili v galerijo Uffizi in je ostala tam, dokler ni  obiskala razstav, ki so v 21. stoletju vključevale Madrid, Bruselj, Tokio, Benetke in Urbino. Dolgo je bilo znana, kar dokazuje tudi njena vidna postavitev na sprednji del galerijske skupine portretov, po Johanu Zoffanyju Tribune Uffizi iz 1770-ih.
Mark Twain je v svojem potopisnem romanu A Tramp Abroad iz leta 1880 Urbinsko Venero označil za »najbolj prostaško, nagnusno in najbolj nespodobno sliko, ki jo ima svet«. Predlagal je, da »je bila naslikana za bordel in bila verjetno zavrnjena, ker je bila ponudba premočna«, šaljivo pa je dodal, da »je v resnici to malenkost premočna za kateri koli kraj, razen za javno umetniško galerijo«. Twain to primerja, da nasprotuje umetniški licenci (na primer goloti), ki je dovoljena v slikarstvu, v nasprotju z omejitvami in viktorijansko moralo, ki jo je literatura nalagala v zadnjih osemdesetih ali devetdesetih letih. V istem odlomku se Twain posmehuje tudi figovim listom, postavljenim v 19. stoletju, na golih kipih v Rimu, ki so »stoletja stali v nedolžni goloti«.
Urbinska Venera je bila eden od navdihov za Olimpijo Édouarda Maneta iz leta 1863, v kateri je lik Venere nadomeščen z manekenko Victorine Meurent.